# La Doctrine secrète
 (janvier 2017).
Si vous disposez d'ouvrages ou d'articles de référence ou si vous connaissez des sites web de qualité traitant du thème abordé ici, merci de compléter l'article en donnant les références utiles à sa vérifiabilité et en les liant à la section « Notes et références ».
La Doctrine secrète, synthèse de la science, de la religion et de la philosophie (The Secret Doctrine. The Synthesis of Science, Religion, and Philosophy) est un livre publié à l'origine en deux volumes en 1888, œuvre majeure d'Helena Blavatsky. Le premier volume est appelé Cosmogenèse et le second Anthropogenèse. Cet ouvrage a été un exemple influent du regain d'intérêt des idées ésotériques et occultes dans l'ère moderne, en particulier parce qu'il affirme réconcilier l'ancienne sagesse orientale et la science moderne, au travers de l'étude d'un ouvrage supposé tibétain et ésotérique, le Livre de Dzyan.
Helena Blavatsky affirme que son contenu lui a été révélé par les Mahâtmas, ou « Maîtres de Sagesse », qui auraient compilé la connaissance de l'histoire spirituelle de l'humanité, connaissance qu'il était désormais possible de révéler (en partie). Selon elle, le but de l'ouvrage est de « montrer que la nature n'est pas un "concours fortuits d'atomes", et assigner à l'homme sa place réelle dans le plan de l'univers ; sauver de la dégradation des vérités archaïques qui sont à la base de toutes les religions ; découvrir, jusqu'à un certain point, l'unité fondamentale dont toutes ont jailli ; et finalement montrer que le côté occulte de la Nature n'a jamais été considéré par la Science de la civilisation moderne. »
L'édition française de l'ouvrage voit chacun des volumes divisé en deux tomes et existe en pdf.

## Contenu

### Volume I (tomes 1 et 2)
La première partie de l'ouvrage est la traduction et le commentaire d'un livre inconnu en langue inconnue : le Livre de Dzyan. Cette partie explique les origines de l'univers, en des termes dérivés du concept hindou de Yugas, c'est-à-dire par de longues périodes de temps au travers desquelles le monde est supposé avoir évolué. Le système se trouve complété par un principe de « rondes », sorte de cycle cosmique ou de séquence d'une évolution de l'être, au travers d'étapes variées de l'existence, par lesquelles passent la Terre, le Système solaire ou le Cosmos dans leur manifestation.
Helena Blavatsky tente dans cet ouvrage de démontrer que les découvertes de la science dite « matérialiste » ont été anticipées dans les écrits des sages anciens, et que le matérialisme serait bientôt infirmé.

### Volume II (tome 3 et 4)
La deuxième partie de l'ouvrage décrit les origines de l'humanité au travers de sept  « races-racines » ou « humanités », remontant à plusieurs millions d'années. La première race-racine, les Chhâyâs, serait, selon Helena Blavatsky, « éthérique » ou « polaire », et la seconde aurait vécu en Hyperborée. La troisième race racine aurait été celle de la Lémurie alors que la quatrième, celle de l'Atlantide.
Selon Helena Blavatsky, l'actuelle cinquième race-racine, appelée aryenne, daterait d'approximativement un million d'années. Elle se superposerait avec la quatrième race-racine (Atlante) et les origines de cette cinquième race-racine se situeraient approximativement au milieu de la quatrième. Il resterait deux autres races-racines à venir (la sixième et la septième).
Pour Helena Blavatsky, cependant, certains individus seraient les derniers descendants de la race lémurienne qui, bien que composée d'« humains », était considérée comme encore proche du règne animal. Les « indigènes de Tasmanie » ou « une tribu des montagnes en Chine » sont, dit-elle, les derniers descendants de la race-racine lémurienne. Il existerait un nombre considérable de descendants de peuples « lémuro-atlantes », produits par de nombreux croisements, au travers des « hommes sauvages de Bornéo, les Bushmen, les Veddhas de Ceylan et certaines rares tribus d'Afrique ». Enfin, Helena Blavatsky explique que « Les Sémites, et spécialement les Arabes, sont des Aryens plus récents – dégénérés au point de vue spirituel et perfectionnés au point de vue matériel. À cette catégorie appartiennent tous les Juifs et les Arabes. »

### Volumes III (tomes 5 et 6) et IV (inachevés)
Helena Blavatsky voulait également publier un troisième et quatrième volume de la Doctrine Secrète. Après sa mort en 1891, un troisième volume controversé (tomes 5 et 6) a été publié en 1897 par Annie Besant. Il s'agit d'une compilation d'écrits d'Helena Blavatsky qui devaient servir de base aux futurs volumes de son ouvrage. Titre de ce volume III : « Miscellanées » (dans l'édition française, t. 5, 356 p., et t. 6, 318 p., de la Doctrine secrète).

## Sur le racialisme ésotérique deLa Doctrine Secrète
Certaines assertions contenues dans l'ouvrage posent de nombreuses interrogations et ont été critiquées, notamment concernant le concept ésotérique de race-racine. L'époque où l'ouvrage a été écrit était empreint de nombreuses théories biologiques racialistes qui serviraient de support, ultérieurement ou non, à des théories racistes, antisémites et au nazisme. Par exemple Blavatsky écrit que « Les Sémites, et spécialement les Arabes, sont des Aryens plus récents – dégénérés au point de vue spirituel et perfectionnés au point de vue matériel. À cette catégorie appartiennent tous les Juifs et les Arabes. » Pourtant, selon certains auteurs, une étude approfondie du système théosophique de La Doctrine secrète pourrait montrer que l'utilisation faite par Blavatsky du concept de race-racine est à un niveau ésotérique et non racialiste, avec une imbrication des races-racines, chacune ayant un rôle particulier à jouer dans l'évolution supposée de l'humanité, toutes agissant de concert. Ses allusions aux "Sémites" sont toutefois dans la droite lignée du développement de l'antisémitisme à la fin du XIXe siècle, avec un projet qui se distingue cependant d'autres penseurs antisémites comme Charles Maurras en France ou Wilhelm Marr en Allemagne.
Dans le système de croyance en la réincarnation théosophique, les individus s'incarnent dans des races différentes au fil des siècles en fonction des nécessités. Les Théosophes expliquent que le brassage des races au fil des siècles est tel que tous les membres de l'humanité actuelle se retrouvent actuellement inscrits dans la mouvance de la race-racine dite « aryenne ». Cette théorie qui consiste en une sorte de « racialisme ésotérique » consiste donc essentiellement à un racialisme des « formes » et non pas des « essences », que certains Théosophes interprètent, au niveau du corps physique, comme la différence entre le patrimoine génétique commun à tous les êtres humains et l'activation localisée de certains « types de critères physiques », tendant à se fondre les uns dans les autres par les mariages pluri-ethniques. À ce sujet, la sixième race-racine (présentée par Helena Blavatsky comme future race de l'union fraternelle entre les hommes) est supposée prendre naissance dans les Amériques, dans les siècles à venir, comme le fruit d'un mélange des races-racines humaines précédentes. Blavatsky propose donc le métissage comme un projet métaphysique et politique, et pose les bases du discours eugéniste.
D'autres extraits des écrits de Helena Blavatsky montrent qu'elle n'était pas raciste. On peut par exemple mentionner sa croyance forte dans l'idée de Fraternité Universelle de l'humanité, affirmant que tous les êtres humains sont les membres d'une fraternité spirituelle devant vivre dans l'unité. Dans son ouvrage La Clef de la Théosophie, elle précise par exemple que « Tous les hommes ont la même origine spirituelle et physique, ce qui est l'enseignement fondamental de la Théosophie. ». L'un des trois buts de la Société Théosophique, d'ailleurs, était de « constituer un noyau de Fraternité Universelle de l'Humanité sans distinction de race, de couleur, de croyance ou de religion. » Helena Blavatsky a de nombreuses fois pris position contre le commerce de l'esclavage européen en Afrique (voir La Clef de la Théosophie) et le système de castes en Inde (La Doctrine secrète, volume I). À ce sujet, Gandhi a par exemple affirmé dans son autobiographie que sa « mission de libération de l'Inde [lui] a été révélée lors de [sa] rencontre avec Helena Blavatsky » qu'il avait faite à Londres. Enfin, Helena Blavatsky a toujours mis l'accent sur la nécessité de « l'affection, l'absence de sentiment mauvais ou égoïste, la charité, la bonne volonté envers tous les êtres, et la justice parfaite à apporter aux autres comme à soi-même. »

## Étude deLa Doctrine secrète
Selon P.G.B. Bowen, Helena Blavatsky donna les instructions suivantes quant à l'étude de La Doctrine secrète : « Lire la Doctrine secrète page par page comme n'importe quel autre ouvrage ne nous mènerait qu'à la confusion. La première chose à faire, même si cela doit prendre des années, est de saisir la teneur des « Trois Principes fondamentaux » donnés dans le Préambule. Continuer ensuite par l'étude de la Récapitulation - éléments du Résumé du Volume I (tome 1). Enfin, prendre en compte les Notes Préliminaires (Volume II - tome 3) et la Conclusion (Volume II - tome 4). »

## Écrits d'ésotéristes à propos deLa Doctrine secrète
- Alice Bailey écrit à propos de La Doctrine secrète : « Mais ceux d'entre nous qui l'ont vraiment étudiée et qui en sont arrivés à une certaine compréhension de sa signification intrinsèque ont une appréciation fondamentale de la vérité qu'aucun autre livre ne semble mettre à disposition. H.P.B. expliqua que la prochaine interprétation de la Sagesse Éternelle serait une approche psychologique, et Un Traité sur le Feu Cosmique, que j'ai publié en 1925, est la clef psychologique de La Doctrine secrète. Aucun de mes livres n'aurait été possible si je n'avais pas d'abord fait l'étude en détail de La Doctrine secrète. »
- Max Heindel, Helena Blavatsky et La Doctrine secrète (1933) : « La Doctrine secrète est un des livres les plus remarquables au monde... Derrière elle [HPB] s'élèvent les véritables maîtres, les gardiens de la Sagesse secrète des âges, qui lui enseignèrent la tradition occulte qu'elle a transmise dans ses écrits. »

- René Guénon, dans son ouvrage Le Théosophisme, histoire d'une pseudo-religion, paru en 1921 aux Éditions Traditionnelles, déclare « voir dans le théosophisme, une des erreurs les plus dangereuses pour la mentalité contemporaine » et que « les écrits de Mme Blavatsky, Isis dévoilée et La Doctrine secrète sont des compilations indigestes et sans ordre, véritable chaos où quelques documents intéressants sont comme noyés au milieu d'une foule d'assertions sans aucune valeur » (p. 96), et que  « voyant dans le théosophisme une erreur des plus dangereuses pour la mentalité contemporaine, nous avons estimé qu'il convenait de dénoncer cette erreur, au moment où, par suite du déséquilibre causé par la guerre, elle prenait une extension qu'elle n'avait jamais eue jusque-là » (p. 374 de la seconde édition).

### Textes
- H. P. Blavatsky, La Doctrine secrète (vol. I et II : t. 1-4, 1888 : H. P. Blavatsky ; vol. III : t. 5-6, 1897 : Annie Besant sur des manuscrits non classés de H.P.B.). En français : t. 1 : Cosmogénèse, 400 p. ; t. 2 : Évolution du symbolisme, 464 p. ; t. 3 : Anthropogénèse, 556 p. ; t. 4 : Symbolisme archaïque des religions du monde, 454 p. ; t. 5 : Miscellanées, 356 p. ; t. 6 : Miscellanées, 318 p.
- Abrégé de la 'Doctrine secrète' (1920), Éditions Adyar.
- H. P. Blavatsky, La Clef de la théosophie

### Études
- P.G.B. Bowen, The Secret Doctrine and Its Study